# Parafia Ewangelicko-Metodystyczna Opatrzności Bożej w Łodzi
Parafia Ewangelicko-Metodystyczna Opatrzności Bożej w Łodzi – zbór metodystyczny działający w Łodzi, należący do okręgu centralnego Kościoła Ewangelicko-Metodystycznego w RP.
Nabożeństwa odbywają się w niedziele o godzinie 12:00.